# Trichogramma arcanum
Trichogramma arcanum is een vliesvleugelig insect uit de familie Trichogrammatidae. De wetenschappelijke naam is voor het eerst geldig gepubliceerd in 1999 door Pinto.